# رامبو آمادئوس
رامبو آمادئوس (به انگلیسی: Rambo Amadeus) (زاده ۱۴ ژوئن ۱۹۶۳) خواننده مونته‌نگرویی است.
او در یوروویژن ۲۰۱۲ نماینده مونته‌نگرو بود.